# Anjangaon
Anjangaon là một thành phố và là nơi đặt hội đồng đô thị (municipal council) của quận Amravati thuộc bang Maharashtra, Ấn Độ.

## Địa lý
Anjangaon có vị trí 18°05′B 75°36′Đ / 18,08°B 75,6°Đ Nó có độ cao trung bình là 475 mét (1558 feet).

## Nhân khẩu
Theo điều tra dân số năm 2001 của Ấn Độ, Anjangaon có dân số 51.163 người. Phái nam chiếm 52% tổng số dân và phái nữ chiếm 48%. Anjangaon có tỷ lệ 73% biết đọc biết viết, cao hơn tỷ lệ trung bình toàn quốc là 59,5%: tỷ lệ cho phái nam là 77%, và tỷ lệ cho phái nữ là 70%. Tại Anjangaon, 15% dân số nhỏ hơn 6 tuổi.